# Vejle Fjord (dokumentarfilm)
|  | Denne artikel er oprettet af botten Steenthbot ud fra en ekstern database. Den kan derfor have sproglige fejl eller mangler. Denne skabelon kan fjernes efter kontrol af indholdet. |

Vejle Fjord er en dansk dokumentarfilm fra 1917.

## Handling
Sejlads på Vejle fjord med afgang fra Brejning. Billetsalg med De kellerske anstalter ses i baggrunden. Partier fra både fjordens syd- og nordside ses. Ankomst til Vejlefjord Sanatorium. Mere sejlads. Smukke partier fra fjorden. Natur. Indsejling i Vejle havn. Runesten.